# 河北省語言文字工作委員會
河北省语言文字工作委员会，簡稱河北省語委，主管河北省的語言文字工作。2014年，主任许宁